# شرعية الفلسفة الصينية
منذ إدخال الاختصاص الأكاديمي للفلسفة الصينية إلى الصين منذ ما يقارب المئة عام، ما زال النقاش محتدماً بخصوص اعتبار أفكار الحكماء الصينيين القدماء فلسفة. أدّى الاهتمام الثقافي الغربي بأعمال شخصيات مثل هو شيه وفينغ يو لان إلى التفاتٍ أكبر نحو الفلسفة الصينية وحفّز إنشاء هذا الحقل الأكاديمي الذي لم يحمل هذا الاسم ولم يُناقش قبل تلك الفترة الزمنية. فرّق الفيلسوف فينغ يو لان بين نوعين من الفلسفات الصينية، الأولى تختصّ بأي نشاطٍ فلسفيّ يُمارس في الصين، وليس بالضرورة صينيّ الأصل، والأخرى تختصّ بالنشاطات الفلسفيّة ذات المنبع الصيني الأصلي. يتمحور النقاش بشكل رئيسي حول شرعية الفلسفة ذات المنبع الصيني. تختلف النقاشات الدائرة في محور تركيزها: فمنها ما يناقش ما إذا وُجدت الفلسفة كميدانٍ في الفِكر الصيني التقليدي، أو ما إذا وُجدت المواضيع والمسائل التي ناقشتها تلك الفلسفة في الفكر الصيني، أو ما إذا يمكن اعتبار ميدان الفلسفة الصينية القائم حالياً صينيًا أصلاً. أدت هذه الخلافات إلى إثارة أسئلةٍ بخصوص طبيعة الفلسفة ذاتها وميدانها.

## الحقل الأكاديمي للفلسفة الصينية
لم تدخل الفلسفة الصين كحقلٍ أكاديمي حتى القرن التاسع عشر. كان العالم الياباني نيشي آمانه أوّل مَن ترجم كلمة فلسفة إلى الصينية بمعنى «تعلّم الحكمة» في العام 1873. رغم أن آمانه صاغ المصطلح في الأصل ليعني به مفهوم الفلسفة الغربية، فقد جادل بأنّ طبيعة حقل الفلسفة كانت في حركة تغير مستمر، فاتحةً المجال بهذا للفلسفة الصينية. بعد التسرّب الغربي مع بداية القرن العشرين، انتشر في الصين تقليدٌ لمحاكاة النظام التعليمي الغربي وطرائق تصنيفه. في الأساس قام نظام التعليم الصيني على التربية الأخلاقية، ولكن بعد حرب الأفيون، اعتُبر النظام التعليمي عقبةً أمام تحقيق الفلسفة الصينية لِذاتِها. تمّت صياغة الأرثوذكسية الكونفوشيّة على طراز «تاريخ الفلسفة الصينية»، الأمر الذي كان يعني عملياً طرحها بطريقة موضوعية. شملت الفلسفة الصينية القديمة التعليم الكلاسيكي، وتعلّم أفكار الحكماء القدامى، والتعليم التأمّلي، والتعليم البوذي، وتعليم المبادئ. تشترك جميع هذه الفروع المعرفية مع الفلسفة الغربية بعناصر مشتركة، إلا أن القرار قد اتُخذ بشكلٍ حاسمٍ على أنها بصيغتها الأصلية لم تكن فلسفات. لهذا السبب، خضعت لتصفيةٍ معرفيةٍ أجراها فيما بعد علماء وظّفوا مفاهيم الفلسفة الغربية لتأسيس تأريخٍ للفلسفة الصينية.
قسّم قانون الكليات والجامعات الصينية في العام 1903 المقررات الأكاديمية إلى فروعٍ شملت دراسة الكلاسيكيات كواحدة منها. مع حلول العام 1913، تمّ التخلّي عن الدراسات الكلاسيكية، الأمر الذي قزّم أهميتها السابقة. قبل استجلاب أساليب التصنيف الغربية، لم يكن في الصين ثمّة تفريق بين فروع المعرفة وفقاً لطبيعتها المعرفية. بحلول العام 1914، أنشأت جامعة بكين شعبة الفلسفة الصينية، وفي العام 1919 غيّر رئيس الجامعة، كاي يوانبي، اسم الشعبة إلى قسم الفلسفة. كان هذا إيذاناً بميلاد الفلسفة الصينية كحقل أكاديمي جديد.
نمت الفلسفة الصينية ضمن بارادايم الفلسفة الغربية، وليس العكس، ويرجع ذلك إلى الفكرة السائدة في بداية القرن العشرين عن تفوّق الحضارة الغربية. بسبب القفزة الحضارية في الميادين العسكرية والتكنولوجية والانتشار الواسع للثقافة الغربية، اكتسبت أنظمة المعرفة الغربية مكانةً «كونية» دفعت بالأنساق الفلسفيّة الصينية نحو الهامش باعتبارها «خصوصيات محليّة». على الرغم مما سبق، يجدر بالذكر أنّ أيّما اتصال على صعيد عالمي سينجم عنه تغيير؛ تبعاً لذلك، يُمكن اعتبار التحوّل الذي أصاب الحياة الأكاديمية الصينية حدث بسبب تأثير الغرب، وفي نفس الوقت اعتباره قرارًا واعيًا من طرف الصينيين للمضيّ قُدماً في اتجاه بدا محتوماً.

## الحجج الرافضة لشرعية الفلسفة الصينية

### إساءة تفسير وفهم الفكر الصيني
أدى عدم وجود نظام رسمي في الفلسفة الصينية التقليدية إلى خلق حالةٍ من التفسيرات المنهجيّة الفضفاضة. ليست ثمة سردية تاريخية للفلسفة الصينية تشابه تلك الموجودة في الفلسفة الغربية. تمّ تمحيص المادة العلمية المدروسة في الفلسفة الصينية في بدايات القرن العشرين بدءاً بأنساق الكلاسيكيات، ومروراً بالشعر، والحكماء القدامى، والكتابات المجمّعة لتأسيس هذا الحقل المعرفي. ظهر النموذج الفلسفي الأكاديمي المُطبّق حالياً بفضل عمل الفيلسوف الصيني هو شيه «الخطوط العريضة لتاريخ الفلسفة الصينية» وعمل الفيلسوف فينغ يو لان «تاريخ الفلسفة الصينية». كان كلاهما على درايةٍ تامّة بغياب سرديّة للفكر الصيني ولهذا السبب راحا يؤسسان لتصنيفٍ يماثل النسق الغربي. على كل حال، بسبب تحديدهما المسبق لشكل المادّة المناسبة للاختيار، فقد قدّما صورةً شائِهةً عن الفِكر الصيني الأصلي. يستحيل الآن الوصول إلى فهمٍ دقيق لتلك النصوص القديمة لأن السياق الأصلي يلفّه الغموض. وهكذا فإنّ أيّ تفسيرٍ قد يكون مجرّد تعبير عن المفهومات الفلسفية الغربية التي تحضرُ في الفكر الصيني، وقد تسبّب عملية التأويل حرف الانتباه عن واقع تلك المفهومات بصورتها الأصلية.
يعتقد البعض أن الفكر الصيني لا يمكن ترجمته وتقديمه بعبارات غربية عندما تكون مناهج الفلسفة الغربية هي المستخدمة لتفسير النصوص الصينية غير الفلسفية. توجد فروقات منهجيّة في التعبير بين الفكر الشرقي والفلسفة الغربية تُعيق عقد المقارنات بينهما. يميل بعض العلماء إلى الاقتصار على استخدام المصطلحات الفلسفية صينيّة الأصل للبحث في تاريخ الفلسفة الصينية، ولكن يعترض بعضهم الآخر معتمدين على مبدأ التنويع الأكاديمي.
إضافةً إلى ذلك، سيؤدي تفسير الفلسفة الصينية بالمصطلحات الصينية إلى إقصاء كلّ مَن لا يحظى بتثقيفٍ عميق ومتخصّص في هذا المجال. بينما يُفسِح استخدام المصطلحات الفلسفية الغربية الفرصة لفهمٍ أسهل وأكثر شموليّة للفلسفة الصينية. ومع ذلك، تبقى ثمة محاذير ينبغي أخذها بعين الاعتبار بخصوص الاستمرار باستعمال الخطاب الغربي ومفرداته، الأمر الذي سيؤدي إلى تغييب أصوات العلماء الصينيين، وهو ما يضمن استمرار وضعية هيمنة الغرب على الشرق.
يحاجج شانغ داينيان أنّ الاستعمال الفضفاض للتفسيرات لا يؤثّر على المحتوى الداخلي، وأنّ انشطار الشكل لا يؤثّر على المضمون. مع وجود مفاهيم ومبادئ في الفلسفة الصينية لا تظهر في الفلسفة الغربية (والعكس بالعكس) حتّى الوصول إلى تفسيرٍ حاسم للنصّ، إلا أنّه لا يصحّ أن يُقال إنّ التفسيرات المنهجية الفضفاضة تشوّه المادّة المدروسة.

### الطبيعة المختلفة لكلّ من الفكر الصيني القديم والفكر الصيني الحديث والفلسفة الغربية
أقرّ الروّاد الأوائل في مجال الفلسفة الصينية (منهم فو سينيان، كاي يوانبي، تشانغ بينغ لين، وهو شيه) بأنّ الأصل المتفرّد للفكر الصيني هو «داو شو» ونوّهوا باختلافه الضمني عن الفلسفة الغربية. ومع هذا، سلّموا بأنه في ذلك الوقت كانت الفلسفة الغربية التعبير الفكري الأوحد لنقل الفلسفة الصينية. ومن المنطلق ذاته، وقبل عدّة عقود من دراسات فو سينيان وهو شيه، كانت ثمة أفكار مشابهة تتشكّل في اليابان، وخصوصاً في الأوساط الثقافية لمجتمع ميجي الستّة، الذين سعوا لتقديم الفلسفة الغربية في اليابان لجَسر الهُوّة الفكرية بين الشرق والغرب. حالياً، يلجأ علماء الدراسات الفلسفية المعاصرة -عندما يُشيرون إلى تلك النصوص القديمة في أعمالهم- إلى إعادة تطبيق تلك الدراسات وخلق نظام منطقي لا يحافظ على روح تلك الأعمال. يوجد نزاعٌ بخصوص الحفاظ على الروح الصينية التقليدية وهل هو ضروري لاستحقاق صفة الفلسفة الصينية.
لم يكُن الفلاسفة الغربيين المعاصرين بمنأىً عن هذا النزاع، فهم يتجادلون بخصوص الفلاسفة الإغريق القدامى، وهو الأمر الذي يثبت عدم وجود فلسفة كونية. يتلخّص الشكلان المعاصران للفلسفة في الفلسفة التحليليّة والفلسفة الظاهراتيّة (الفينومونولجية).
وصل العلماء بدراسة الفلسفة الغربية إلى نتيجةٍ مفادُها بأنّ الأنطولوجيا (علم الوجود) هو ما يجعل الفلسفة الغربية متميّزة. على كل حال، لا تحضر الأنطولوجيا في الفلسفة الصينية التقليدية، وهو ما يستدعي مرةً أخرى مسألة صحّة إطلاق اسم «الفلسفة» عليها.